# Judith Rothenborg
Judith Rothenborg (født 19. marts 1949, død 7. september 2023) var en dansk skuespiller.
Rothenborg var uddannet på Skuespillerskolen ved Odense Teater i 1974.
Efterfølgende optrådte hun i en række teaterforestillinger, medvirkede i adskillige film og var at se på tv. Derudover indspillede hun mange lydbøger gennem årene. Hun spillede blandt andet i Thomas Mallings to succesforestillinger på Bådteatret i 1984, "De tre Musketerer" og "Den gode soldat Svejk".
Senere medvirkede hun i Nørrebros Teaters "Showboat" i 2001.
På et tidspunkt rejste hun til Frankrig, hvor hun i tre år tog adskillige klovnekurser. Hun havde klovneroller på Anemoneteatret i 2005 og i 2008 i forestillingen "Spejlvendt" på Taastrup Teater.
Hun blev kendt på Høje Taastrup-egnen, da hun fik engagement på det daværende Høje Taastrup Børneteater og spillede med i dramatiseringen af H.C. Andersens "Prinsessen på Ærten" og senere i Johannes Møllehaves "Julespil" samme sted.
Judith Rothenborg underviste desuden på Århus Teaters Elevskole i 1996, 1998 og 1999.
Hun er mor til skuespilleren og filminstruktøren Barbara Topsøe-Rothenborg.

## Filmografi
- Den dobbelte mand (1976) - Dame I rejsebureau
- Gangsterens lærling (1976)
- Isfugle (1983) - Fuld mor
- Slim Slam Slum (2002) - Anette
- Madklubben (2020) - Jette / 'Havenissen'

## Tv-serier
- Anthonsen (1984) - Frk. Jørgensen
- Mørklægning (1992)
- Ørnen (2004-2006) - Sygeplejersken
- Max Pinlig (2007-2008) - Flora
- Forbrydelsen III (2012) - Hjemløs kvinde
- Gidseltagningen II (2019) - Dagmar

## Lagt stemme til følgende tegnefilm
- Skønheden og udyret (1991) - Tante Garderobe
- Askepot II - Drømmen bliver til virkelighed (2001) - Grevinden

## Bøger
- Lykken venter lige om hjørnet af Judith Rothenborg og Pernille Marott